# Саркав
Сарка́в (фр. Sarrecave, окс. Sarracauva) — коммуна во Франции, находится в регионе Юг — Пиренеи. Департамент — Верхняя Гаронна. Входит в состав кантона Булонь-сюр-Жес. Округ коммуны — Сен-Годенс.
Код INSEE коммуны — 31531.

## География

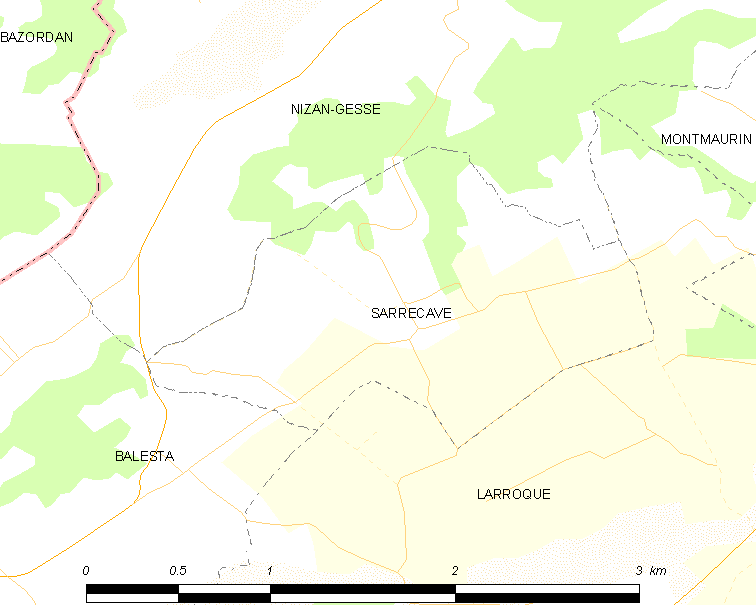
Карта коммуны

Коммуна расположена приблизительно в 650 км к югу от Парижа, в 85 км к юго-западу от Тулузы.

## Климат
Климат умеренно-океанический. Зима мягкая и снежная, весна характеризуется сильными дождями и грозами, лето сухое и жаркое, осень солнечная. Преобладают сильные юго-восточные и северо-западные ветры.

## Население
Население коммуны на 2010 год составляло 78 человек.
| 1962 | 1968 | 1975 | 1982 | 1990 | 1999 | 2010 |
| ---- | ---- | ---- | ---- | ---- | ---- | ---- |
| 90   | 86   | 63   | 57   | 59   | 61   | 78   |

## Администрация
| Период | Период | Фамилия      | Партия | Примечания |
| ------ | ------ | ------------ | ------ | ---------- |
| 1983   | 2014   | Жан-Луи Олле |        |            |
| 2014   | 2020   | Эвелин Бубе  |        |            |

## Экономика
В 2010 году среди 47 человек трудоспособного возраста (15—64 лет) 32 были экономически активными, 15 — неактивными (показатель активности — 68,1 %, в 1999 году было 57,1 %). Из 32 активных жителей работали 29 человек (15 мужчин и 14 женщин), безработных было 3 (1 мужчина и 2 женщины). Среди 15 неактивных 0 человек были учениками или студентами, 11 — пенсионерами, 4 были неактивными по другим причинам.